# Lauren Tsai
Lauren Tsai, née le 11 février 1998 à Wellesley (Massachusetts), également connue sous le nom de Lala (ララ), est une illustratrice, mannequin et actrice américaine. Elle est surtout connue du public pour son apparition dans les séries de Fuji TV et Netflix Terrace House: Aloha State. Elle a fait ses débuts d'actrice dans la troisième et dernière saison de Legion, une série télévisée basée sur le personnage de Marvel Comics du même nom. Elle apparaît également dans le second opus du jeu Death Stranding, écrit par Hideo Kojima, sous le pseudo de "l'Artiste". 

## Filmographie
- 2016–2017 : Terrace House: Aloha State (série télé-réalité) : Elle-même (17 épisodes)
- 2019 : Legion (série télévisée): Switch (8 épisodes)
- 2021 : Moxie d'Amy Poehler : Claudia[4]
- 2022 : Game Of Spy (série télévisée): Hiyama Rei (10 épisodes)